# Ouro (Santa Catarina)
Ouro é um município brasileiro do estado de Santa Catarina.  Localiza-se a uma latitude 27º20'29" sul e a uma longitude 51º37'05" oeste, estando a uma altitude de 485 metros. Sua população estimada em 2004 era de 7.772 habitantes.
Possui uma área de 209,51 km².

## História
Ouro recebeu status de município pela lei estadual nº 870 de 23 de janeiro de 1963, com território desmembrado de Capinzal.

## Biodiversidade
O município de Ouro possui em sua área o registro de 20 espécies de mamíferos, 14 espécies de anfíbios, 11 espécies de répteis, 45 espécies de peixes, 127 espécies de aves e 63 espécies de Lepidoptera (borboletas e mariposas). Em relação a flora, possui o registro de 20 espécies de orquídeas e bromélias. Na área do município também já foram realizadas pesquisas sobre a distribuição e controle de formigas cortadeiras Atta sexdens, Acromyrmex niger e Acromyrmex hispidus.

## Cultura
Ouro possui uma rica cultura local muito devido a sua flora e fauna.
Possui um clube de futebol, o Arabutã Futebol Clube. Seu estádio é conhecido como Baixada Rubra. O clube foi fundado antes do município, em 1944. O clube já foi campeão estadual de amadores.